# حمام وزيري
حمام وزيري (بالفارسية: حمام وزیری) هو حمام تاريخي يعود إلى القاجاريون، ويقع في ساري.